# Mládková (planetka)
(29419) Mládková je planetka nacházející se v hlavním pásu asteroidů. Objevila ji česká astronomka Lenka Šarounová 13. ledna 1997. Byla pojmenována na počest mecenášky umění Medy Mládkové. Kolem Slunce oběhne jednou za 6,1 let.